# Siwiański Schron

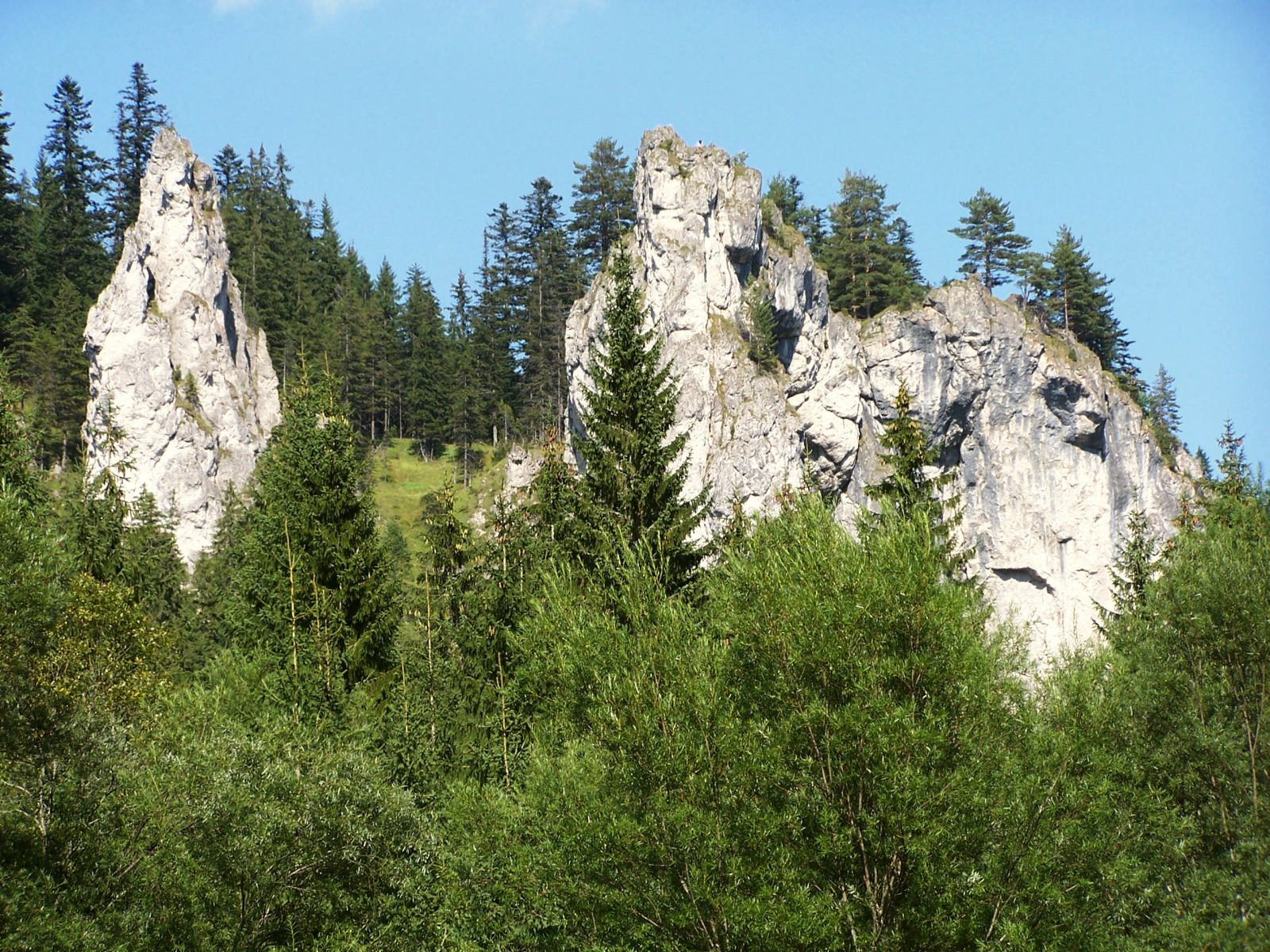
Siwiańskie Turnie

Siwiański Schron – jaskinia, a właściwie schronisko, w Dolinie Chochołowskiej w Tatrach Zachodnich. Wejście do niej znajduje się w środkowej części Siwiańskich Turni, w pobliżu Siwiańskiej Dziury i Siwiańskiej Nyży, na wysokości 1013 metrów n.p.m. Długość jaskini wynosi 4,5 metrów, a jej deniwelacja 1 metr.

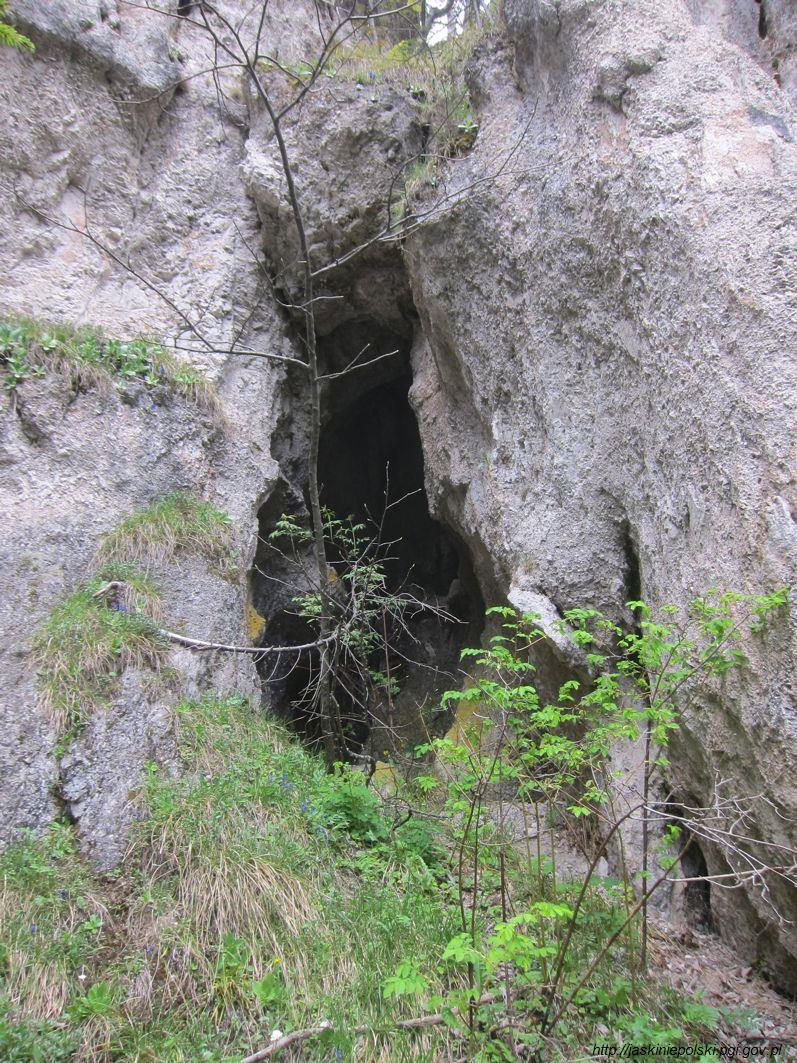
Otwór jaskini

## Opis jaskini
Jaskinię stanowi duży, prosty, 4,5-metrowy korytarz o dnie idącym w górę.

## Przyroda
W jaskini można spotkać nacieki grzybkowe. Na spękanych i kruchych ścianach rosną mchy i porosty.

## Historia odkryć
Jaskinia była znana od dawna. Plan i opis jaskini sporządził F. Filar w 2016 roku.